# Oppens
Oppens is een gemeente en plaats in het Zwitserse kanton Vaud en maakt sinds 1 januari 2008 deel uit van het Gros-de-Vaud. Voor 2008 maakte de gemeente deel uit van het district Yverdon.
Oppens telt 174 inwoners.